# Serra de Paranapiacaba

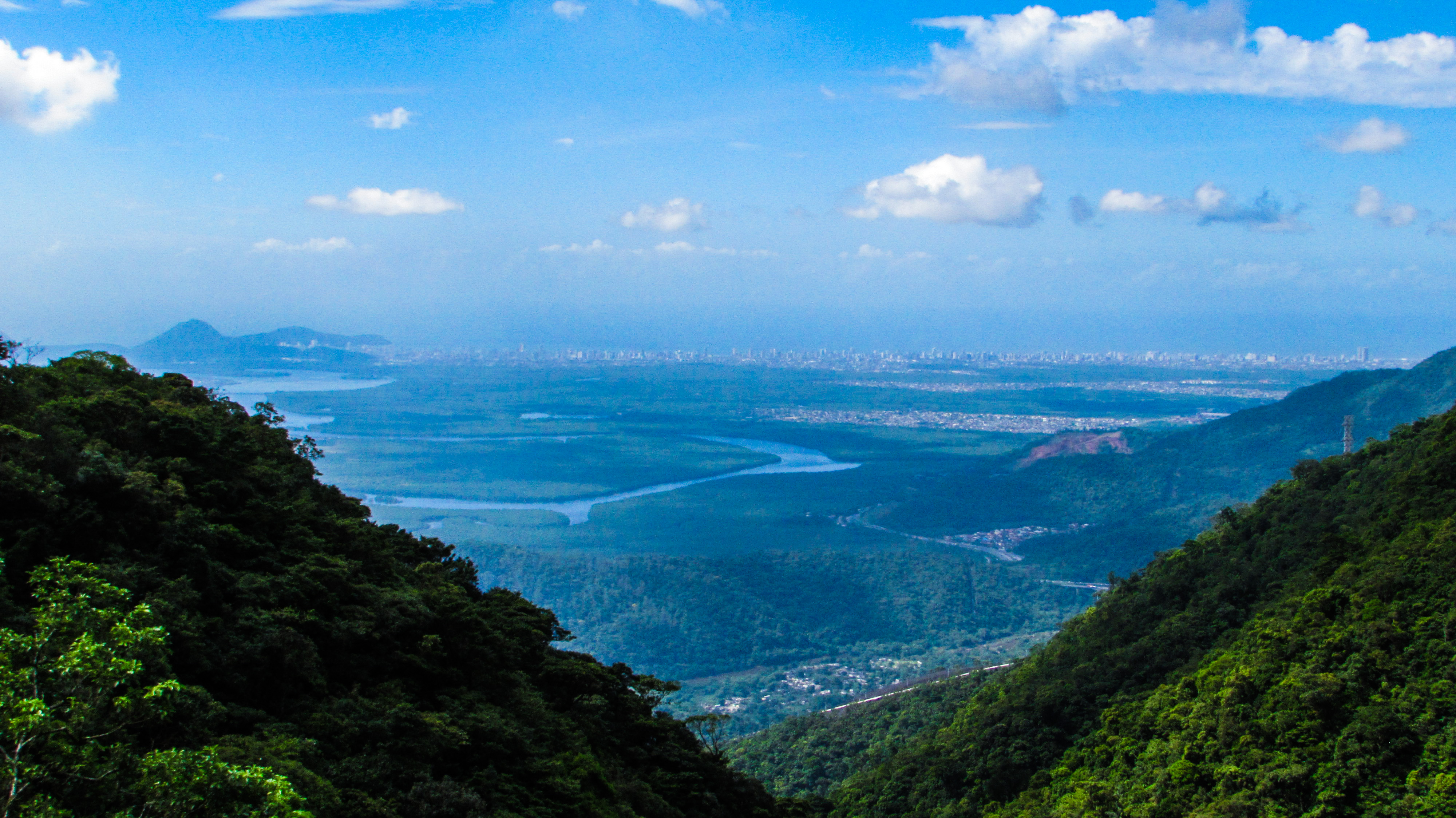
Vista do Pouso Paranapiacaba

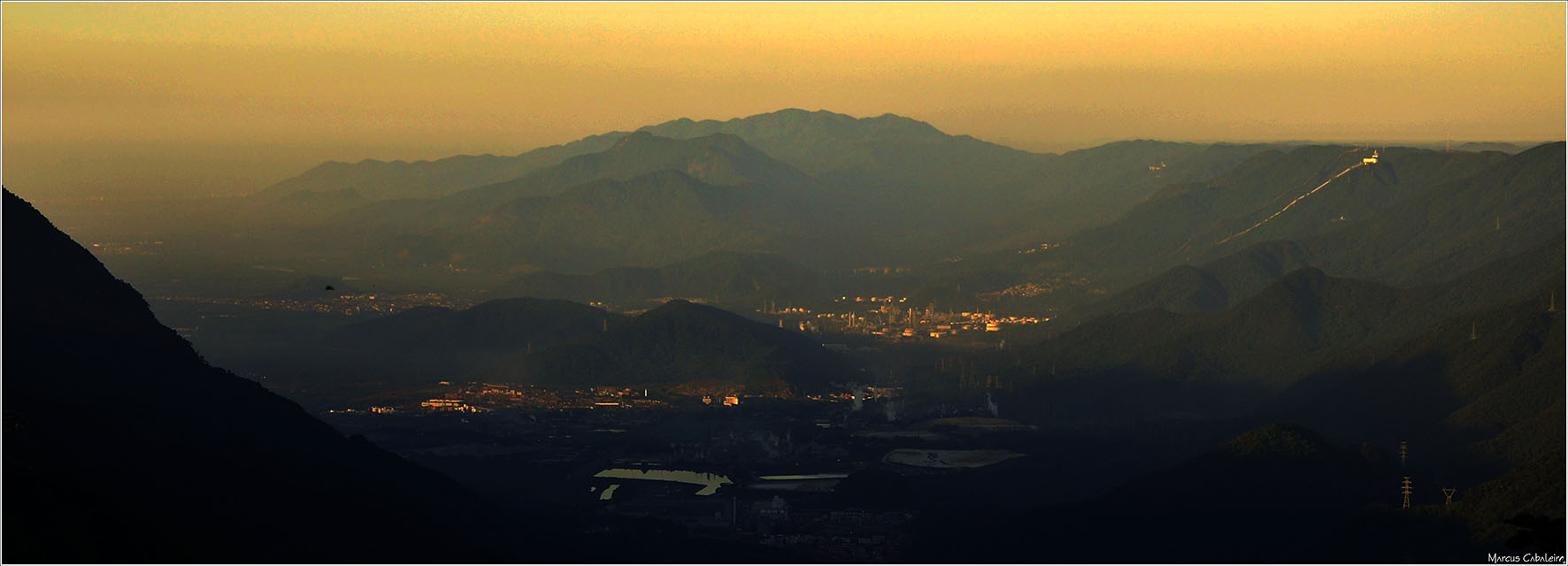
Amanhecer na serra do Mar, visto de um mirante no vilarejo de Paranapiacaba, ao fundo a cidade de Cubatão.

A serra de Paranapiacaba está localizada a 50 km da capital de São Paulo no município de Santo André, entre a cidade de São Paulo e a Baixada Santista, na serra do Mar. A vila de Paranapiacaba foi construída por uma companhia inglesa em 1867 ao redor da Estação Alto da Serra atual Paranapiacaba. 